# Gryllacris barabensis
Gryllacris barabensis är en insektsart som beskrevs av Heinrich Hugo Karny 1931. Gryllacris barabensis ingår i släktet Gryllacris och familjen Gryllacrididae. Inga underarter finns listade i Catalogue of Life.